# Briggsia mihieri
Briggsia mihieri là một loài thực vật có hoa trong họ Tai voi. Loài này được (Franch.) Craib mô tả khoa học đầu tiên năm 1920.